# 2011 في الرأس الأخضر
فيما يلي قوائم الأحداث التي وقعت خلال عام 2011 في الرأس الأخضر.

## سياسة

### تعيين في المنصب
- 9 سبتمبر – خورخي كارلوس فونسيكا رئيس الرأس الأخضر  [لغات أخرى]‏.

### انتهاء فترة المنصب
- 9 سبتمبر – بيدرو بيريس رئيس الرأس الأخضر  [لغات أخرى]‏.

## رياضة
- 1 يناير – البطولة الوطنية للرأس الأخضر 2011 الفائز CS Mindelense [الإنجليزية]‏.

## وفيات

### سبتمبر
- 22 سبتمبر – أريستيد بيريرا (مواليد 1923) سياسي من الرأس الأخضر.[1]

### ديسمبر
- 17 ديسمبر – سزاريا ايفورا (مواليد 1941) مغنية من الرأس الأخضر.[2]